# Caseína cinasa 2, alfa prima
La caseína cinasa 2, alfa prima (EC 2.7.11.1)es una enzima codificada en humanos por el gen HGNC CSNK2A2 .
La caseína cinasa 2 es una serina/treonina cinasa que fosforila proteínas ácidas como la caseína. Esta proteína se dispone en forma de tetrámero y se compone de una subunidad alfa, una alfa prima y dos subunidades beta. La subunidad alfa contiene el sitio de actividad catalítica mientras que la subunidad beta se encarga de la autofosforilación. El gen CSNK2A2 codifica la subunidad alfa prima de este complejo.

## Interacciones
La caseína cinasa 2, alfa 1 ha demostrado ser capaz de interaccionar con:
- CSNK2B[3][4][5][6]
- FGF1[7]
- PTEN[8]
- RELA[9]
- ATF1[10]
- Nucleolina[11]
- CREBBP[10]
- ATF2[10]
- PIN1[12]
- c-Jun[10]
- c-Fos[10]